# デクスターズラボ
『デクスターズラボ』（Dexter's Laboratory）は、カートゥーン ネットワークで放映されたアメリカ製アニメーション。CARTOON CARTOONS初のオリジナル作品である。

## 概説
天才少年デクスターを中心に、彼の姉ディディや両親、ライバルのマンダークらとともに繰り広げられるドタバタコメディ。1話完結方式で通常30分枠に2 - 3話放送する。
ゲンディ・タルタコフスキー（Genndy Tartakovsky）が原作およびシーズン2までの総監督を務めたが、彼は『サムライジャック』の制作に移行するために降板し、シーズン3以降はクリス・サヴィーノが監督を務めた。
アメリカでは、シーズン2まではハンナ・バーベラ・プロダクションで、シーズン3以降はカートゥーン ネットワーク・スタジオで製作された。日本では1998年10月から2003年11月13日まで放送。
劇場版として制作された長編『デクスターズラボ エゴトリップ』（Dexter's Laboratory: Ego Trip）も存在する。日本では劇場未公開だが、カートゥーン ネットワーク内のシアター枠で時々放送される。また、2002年に公開された『パワーパフガールズ』の劇場版『パワーパフガールズ・ザ・ムービー』において、本編前に短編「ニワトリ男の恐怖」が併映作品として上映された。
2013年1月22日に、未放送エピソード『ルード・リムーバル』の英語版がアダルトスイムの公式YouTubeチャンネルで公開されたが、数日後に動画は削除された。

## ストーリー
天才少年・デクスターは自ら作り上げた巨大なラボ（研究所）で日夜研究にいそしんでいるが、時には姉のディディに邪魔されたり、時には発明品を駆使して学校で活躍したり失敗するなど、騒がしい日々を送る。

## おもな登場人物
デクスター [Dexter]
声：喜田あゆ美/英：クリスティーン・カヴァナー→キャンディ・ミロ
本作の主人公。頭脳明晰で野心家の天才少年で、幾分ながら虚栄心の高い面を見せている。小学生にして時代の先を行く科学知識・工学知識を有する。自宅の地下に巨大な秘密のラボラトリーを所有しそこで日夜研究をしている。ラボや発明品は頻繁に姉のディディに破壊される。どんな問題でも自らの発明品で解決してしまうが、欠陥品だったりドジを踏んで失敗する事も多い。また、一般常識に疎いところがあり、その方面では間違った知識や価値観を持ってしまっている。
普段から白衣と黒いブーツ・紫のグローブを着用。スポーツ嫌いで身長が小さい事を気にしている。喋り方が特徴的。その天才ゆえ時々クラスメイトに嫉妬されるが、ダグラスという唯一の親友がいる。
スーパーヒーローのグローリー少佐とアクションスターのアクションハンクの大ファンで、グローリー少佐のパートナーを選ぶオーディションやアクションハンクのファンクラブに入会した事もあった。
彼のラボにはサルのモンキーがいて、後述するスーパーモンキーに変身して活動しているが、その事実は秘密にされており、デクスター自身もこのことに気付いていない。
ディディ [Dee Dee]
声：山川亜弥/英：アリソン・ムーラー→キャサリン・クレシダ
デクスターより2歳年上の姉。いつも自由奔放かつ能天気でおバカ。ラボに侵入してはトラブルや破壊行為を繰り返す、いわゆるちらかし屋。しかし、デクスターを心配したり敵から守ったりと、弟思いで優しい一面もある。
デクスターと逆に手足は長く、身長も高い。デクスターのラボや発明品を素手で破壊するほどの並外れた身体能力を持ち、カンフーの要素を取り入れたバレエを得意とする。また、あることから突然変貌し暴走した彼を助けるためにパントマイムを習得したことがあり、以降はそれをも得意としている。
先述の通りにおバカではあるが、時折天才的にデクスター以上の知恵が回ったり、常識的な発言をすることもありデクスターを驚かせる。かたわら本編ストーリーにおいてデクスターから脳を別なものに交換された際には彼以上の天才ぶりを発揮し、逆に彼自身が嫉妬することとなった。
似た洋服を着たバレエ仲間のミィミィ [Mee Mee]とリィリィ [Lee Lee]という友人がいる。
ポニーパフプリンセスというキャラクターのファンで、ポニーパフを愛するが故にポニーパフのファンクラブに入会したこともあった。チューイングキャンディ、チョコチップクッキーが好物。
パパ [Dad]
声：山本尚弘/英：ジェフ・ベネット
デクスター、ディディの父。楽天家で優しいが天然ボケで、デクスターのラボの存在には一切気づいておらず、愛車が破壊されボロボロな姿を見ても「洗車したかなぁ」などの反応しかしない。ゴルフ、野球、カーレース等スポーツ系の趣味に長け、それなりの実績も残していて息子のデクスターにそれを勧めることも多い。雪合戦は得意で強いが、ママに負けた過去がある。マフィンに目が無い。
家に居る場面が多く職業は不明だが、父兄参観でデクスターを喜ばせるためにスタントスターに扮し、凄腕を見せた事がある。
実はカツラを被っていて育毛剤の通信販売の番組を食い入るように見ていたことがある。
ママ [Mom]
声：山門久美/英：キャス・スーシー
デクスター、ディディの母。極度の潔癖症でパパにもらった黄色いゴム手袋とエプロンを常に着用している。パパ同様デクスターのラボの存在には一切気づいていない。やや天然気味の心優しい温厚な性格だが、怒らせるととても怖い。「戦え！デクスター一家」においてはデクスター発明のスーパーロボに驚きつつも発電した電力に対し「余ったら家で使いましょう」と提案する冷静かつ堅実な面を見せた。
マンダーク [Mandark]
声：鈴木勝美/英：エディ・ディーゼン
本作のカートゥーン ネットワーク・ヴィランズ。ロシア系の少年でデクスターのライバル。男子であるが本名は「スーザン・アストロノミノフ」。彼もデクスター同様に天才少年であるが、デクスターのものより巨大なラボを持っていて、さらにその上を行く科学知識・工学知識を有しており、魔法も習得している。自身の能力に絶対の自信を持ち、基本的に他人を見下した態度・言動を取る嫌味な性格。デクスターのラボを完全に破壊する事が目標だが、詰めが甘くいつも失敗する。笑い方が特徴的。
ディディに想いを寄せており、彼女にだけは優しく接し、不器用なアプローチを掛けているが全く気付いてもらえない上、一度彼女にラボを壊滅されてショックのあまりしばらく落ち込み続けていたことがある。
家族にヒッピー出身である父ウインドベアと母オーシャンバード、幼い妹のオルガが居る。他にマンダークのラボにアヒルのダッキーがいるが、月の光を浴びると悪のアヒル・クワッカに変身しマンダークの寝言による命令でデクスターのラボを破壊しに行く。そこではスーパーモンキーと戦う事があるが時には仲良くする事もある。
コンピューター [Quadraplex T-3000 computer]
声：佐藤ゆうこ / 英：キャス・スーシー
デクスターのラボのメインコンピューター。ラボの管理や制御を統括しており、デクスターの指示に従って様々な設備をコントロールし、実験の補助からラボのセキュリティ及びメンテナンス、ラボ内の清掃、デクスターの身の回りの世話まで一手に担う。
機械でありながら人間と同様の感情を持ち、時に助手、時に恋人と、デクスターとは親密な関係を築いているが一度だけデクスターを諭す形で叱責したことがあり、対する彼が全く聞き入れない事やその際に飲食物を要求したことに怒って光線を放ち、彼をサンドイッチに変えてしまっている。

## スーパーモンキー（Dial "M" for Monkey）
各話の間に時々挿入される短編。「スーパーモンキー」に変身するモンキーが主人公。地球防衛隊とともに、怪物と戦う。
モンキー [Monkey]
声：山本尚弘/英：フランク・ウェルカー
「デクスターズラボ」本編において、デクスターが「スーパーモンキー」にしようとラボで飼っている猿。実はモンキー自身がスーパーモンキーの正体である。デクスターはその事に気が付いていないため、いくら実験してもスーパーモンキーになれないのでがっかりしている。ハニーデューからの助けを受け変身する。
ハニーデュー [Agent Honeydew]
声：佐藤ゆうこ/英：ポーラ・チゾ
地球防衛隊員の女性。ピンチになるとテレパシーでモンキーを呼ぶ。モンキーとは恋仲。
司令官 [Commander]
声：長島雄一/英：アール・ボーエン
地球防衛隊のリーダー。本名は不明。ハニーデューの上司でジャスティスフレンズとも協力関係にある。通信映像でのみ姿を見せる。

## ジャスティスフレンズ（The Justice Friends）
各話の間に時々挿入される短編。正義のヒーローのグループ「ジャスティスフレンズ」の3人がマンションで共同生活し、繰り広げられる日常の話で、アメリカのホームドラマのようにギャラリーの笑い声が聞こえる。地球防衛軍とジャスティスフレンズとは協力関係で、地球防衛軍の指令を受け出動する。各キャラクターは既存のアメコミのスーパーヒーローのパロディで、グローリー少佐、バルヘーレンは『パワーパフガールズ』にも登場した事がある。
グローリー少佐 [Major Glory]
声：岡野浩介/英：ロブ・ポールセン
ジャスティスフレンズのリーダー。いかにもアメリカ的なヒーロー。「デクスターズラボ」本編にも登場し、話の中で様々なキャラクターグッズが発売されている。ネコアレルギー。元ネタは『キャプテン・アメリカ』。ちなみにデクスターはグローリー少佐の大ファン。
ヴァルヘーレン [Valhallen]
声：荻原秀樹/英：トム・ケニー
自称ロックとバイキングの神様。いつも抱えているギターがパワーの源で、長時間手元から離すと弱体化してやつれてしまう。元ネタは『マイティ・ソー』と、ロックバンドのヴァン・ヘイレン。
クランク [Krunk]
声：中田雅之/英：フランク・ウェルカー
鋼鉄の如き頑強な肉体と恐るべき怪力の持ち主。性格は子どもっぽいが怒ると怖い。その見た目通り、元ネタは『超人ハルク』。

## 各話リスト

### ショートエピソード
本編後に挿入される短編。
- 生命の神秘
- ぼくのプラネタリウム
- 音叉
- 元素周期表
- ディディを追い出したい理由
- ロボットダンス
- あれ何?
- ジャスティスフルーツパイ
- Iがある
- サリチル酸ヒドロキシルアミン

- ブタちゃんブーブー
- 動物図鑑
- ハサミで走ったらあぶないよ
- アイスの作り方
- ベジタリアンになろう
- もうたまんないよ
- ガムをくちゃくちゃ
- つかまえたー!
- デクスターズラウンジ

## ミュージッククリップ
これら3作品は音楽コーナー『GROOVIES』で放送されたもの。ディレクターはPrimal Screenが担当。
- Back to the Lab

歌 - Prince Paul featuring Wordsworth
- What's His Name? Dexter

歌 - Coolio
- Secrets

歌 - will.i.am

## スタッフ
オリジナル版
- 原作 - ゲンディ・タルタコフスキー
- 監督 - ゲンディ・タルタコフスキー、クレイグ・マクラッケン、ロブ・レンゼッティ、ジョン・マッキンタイア、クリス・サヴィーノ、ロバート・アルバレス、ドン・ジャッジ
- テーマ作曲 - トーマス・チェイス、スティーブ・ラッカー、ゲイリー・リオネリ
- 音楽 - トーマス・チェイス、スティーブ・ラッカー、ゲイリー・リオネリ
- エグゼクティブプロデューサー - ゲンディ・タルタコフスキー、シェリー・ガンサー、ラリー・フーバー、バズ・ポタムキン、フレッド・セイバート
- プロデューサー - ゲンディ・タルタコフスキー、デイビス・ドイ、ブライアン・A・ミラー、クリス・サヴィーノ
- 制作 - ハンナ・バーベラ・カートゥーン、カートゥーン・ネットワーク・スタジオ

日本語版
- 翻訳 - 深澤まゆ子、四方保代、矢田恵子
- 調整 - 宮本浩
- 制作担当 - 小野寺徹、森田雄一郎、百武雷太、永松幸嗣、児崎洋平
- 演出 - 加藤敏、山本正樹
- 演出補 - 太田敏哉
- プロデューサー - エディ・カックス、伊藤文子
- 制作 - カートゥーンネットワーク ジャパン、東北新社